# 高塩博
高塩 博（たかしお ひろし、1948年 - ）は、日本の法制史学者、國學院大學名誉教授。日本法制史専攻。

## 略歴
栃木県生まれ。1972年國學院大學文学部史学科卒業。1980年同大学院法学研究科博士課程単位取得退学。1988年「日本律の基礎的研究」で法学博士。1991年國學院大學日本文化研究所助教授・教授を経て、國學院大學法学部教授となる。2019年定年退職。

## 著書
- 『日本律の基礎的研究』汲古書院 1987
- 『江戸時代の法とその周縁 吉宗と重賢と定信と』汲古書院 2004
- 『近世刑罰制度論考 社会復帰をめざす自由刑』(國學院大學法学会叢書） 成文堂 2013
- 『江戸幕府法の基礎的研究』汲古書院 2017
- 『江戸幕府の「敲」と人足寄場 　社会復帰をめざす刑事政策』汲古書院、2019

### 共編
- 高瀬喜朴『大明律例訳義』小林宏共編 創文社 1989
- 『熊本藩法制史料集』小林宏共編 創文社 1996
- 『北海道集治監勤務日記』網走監獄保存財団編,今野久代共責任編集 北海道新聞社 2012

## 論文
- <高塩博